# Пичман, Зденек
Зде́нек Пи́чман (чеш. Zdeněk Pičman; 23 января 1933, Пршибрам, Среднечешский край — 6 июля 2014, Třebihošť) — чехословацкий футболист, играл на позиции защитника. Серебряный призёр Олимпийских игр (1964).

## Биография

### Клубная карьера
Пичман начал профессиональную карьеру в пражском «Динамо», за который играл в течение недолгого времени.
В 1956 году перешёл в «Спартак Градец-Кралове», в котором играл последующие 13 сезонов. В составе «Градец-Кралове» Пичман сыграл 291 матч в чемпионате Чехословакии и забил 19 голов. В этом же клубе Пичман завершил игровую карьеру в возрасте 35 лет.

### Карьера в сборной
Пичман входил в предварительную заявку сборной Чехословакии для поездки на чемпионат мира по футболу 1962 года, но в итоговую заявку не попал.
Принимал участие на олимпийском футбольном турнире 1964 года, на котором был основным игроком и сыграл в 5 матчах. По итогам турнира сборная Чехословакии завоевала серебряные медали после поражения в финале от сборной Венгрии со счётом 1:2.

### Смерть
Скончался 6 июля 2014 года в Требихоште в возрасте 81 года.